# An–8
Az An–8 (NATO-kódja Camp) a Szovjetunióban a GSZOKB–473 által az 1950-es években kifejlesztett két légcsavaros gázturbinával felszerelt katonai szállító repülőgép. 1956-ban repült először, sorozatgyártása 1958-ban kezdődött a Taskenti Repülőgépgyárban. Ez volt az Antonov tervezőiroda első gázturbinás repülőgépe.

## Története
A második világháború után bekövetkezett geopolitikai változások nyomán a Szovjetunió erősödő nemzetközi politikai és katonai szerepvállalása miatt egyre növekvő igény jelentkezett a Szovjet Hadsereg légi mozgékonyságának a növelésére. Az 1940-es évek második felében több kísérleti is történt ugyan nagykapacitású katonai szállító repülőgépek kifejlesztésére, ezek azonban nem jártak eredménnyel. A Tupoljev tervezőiroda a Tu–4 bombázón alapuló Tu–4D szállító repülőgépet építette meg. Ennek konstrukciója, a szállító funkciókhoz előnytelen kialakítása miatt nem vált be. Robert Bartini több szállító repülőgép tervét is kidolgozta. A T–108 és a T–117 dugattyús csillagmotorokkal tervezték, míg a T–200 nehéz katonai szállító repülőgép kombinált hajtást, csillagmotor és segéd-sugárhajtómű együttesét kapta volna. Bartini tervezőirodáját, az OKB–86-t azonban felszámolták, így a gépek nem készültek el.
Oleg Antonov, aki az akkor még Novoszibirszkben működő OKB–153 tervezőirodát vezette, első alkalommal 1951 decemberében vázolta fel a hivatalos szervek előtt egy újszerű konstrukciós alapokon álló katonai szállító repülőgép tervét. A kezdetben DT–5/8-nak nevezett típust (DT – gyeszantno-transzportnij szamoljot) két TV–2 légcsavaros gázturbinával képzelték el, a maximális teherbírását 8 tonnára tervezték, a törzs hátsó részén nagyméretű teherajtó volt.
A katonai szállító repülőgép projektje 1953 tavaszán kapott újabb lendületet, amikor a CAGI-nak az akkor fejlesztés alatt álló amerikai YC–130 prototípusairól készített tanulmánya felkeltette Dmitrij Usztyinov hadiipari miniszter érdeklődését, aki felhívta erre Mihail Hrunyicsev repülőgép-ipari miniszter figyelmét. Ezt követően Antonov, Mjasziscsev és Tupoljev tervezőirodáit kérték fel, hogy készítsenek koncepciót egy katonai szállító repülőgépre, bár versenyt nem írtak ki formálisan.
A két légcsavaros gázturbinás katonai szállító repülőgép kifejlesztésére a kormányzati döntés nyomán az Antonov tervezőirodáját jelölték ki az 1953. december 11-i 2922-1251 sz. minisztertanácsi határozatban. Ezt követően a repülőgép-ipari miniszter december 23-i, 278 sz. rendeletében fogalmazták meg a gépel szembeni harcászati-műszaki követelményeket. Az időközben, 1952 nyarán Kijevbe átköltözött, és GSZOKB–473-ra átnevezett tervezőirodában Alekszandr Belolipeckij irányította a „P gyártmány” jelzésű gép fejlesztési munkálatait.
A munkát több körülmény is nehezítette. A tervezőirodának nem volt megfelelő gyártóbázisa a prototípus elkészítéséhez, valamint nem rendelkezett elegendő számú képzett szakemberrel egy ilyen komplex fejlesztési feladat végrehajtására. Ezért nagy számú, frissen végzett repülőmérnököt vezényeltek a Harkovi Repülési Főiskoláról (HAI) a GSZOKB–473-ba, valamint a 473. sz. repülőgépgyár a tervezőiroda rendelkezésére bocsátott egy üzemcsarnokot. Ezen kívül a tervezőiroda mérnökei számára lehetővé tették, hogy tanulmányozhassák a fejlesztés alatt álló Tu–16 bombázó tervdokumentációját, valamint az Il–28-as frontbombázó terveit és a gyártó üzem technológiai folyamatait. Ezzel jelentősen csökkenteni tudták a gép fejlesztésére szánt időt, valamint elkerülhették a fejlesztési zsákutcákat.
A gép teljes méretű makettjét 1954 júliusára építették meg. A géphez a Kuznyecov tervezőiroda TV–2-es légcsavaros gázturbinájának az OKB–478 segítségével javított, növelt teljesítményű változatát, a TV–2T-t választották. A gép makettjét a Viktor Lebegyev légimarsall vezette bizottság megtekintette, ezt követően jóváhagyták a gép terveit és elkezdődhetett a prototípus építése. (Később a makett egyik oldalára mint alternatív megoldás, a légcsavaros gázturbina helyére egy AL–7 gázturbinás sugárhajtóművet szereltek. A sugárhajtást azonban elvetették.)
Az időközben An–8 típusjelzést kapott gép prototípusa 1956. február elején készült el, és Oleg Antonov 50. születésnapján gördült ki az üzemcsarnokból. A géppel 1956. február 11-én hajtották végre az első felszállást a Gromov Repülő-kísérleti Intézet (LII) pilótái a 473. sz. repülőgépgyár gyári repülőteréről, a szvjatosini repülőtérről. A gép gyári repülési tesztjeit kezdetben Kijevben, később az LII repülőterén, Zsukovszkijban végezték. Még abban az évben, 1956. augusztus 18-án az An–8-as a tusinói légi parádén bemutatkozott a nyilvánosság előtt.

## Műszaki adatok

### Általános adatok
- Személyzet: 5–6 fő

### Geometriai méretek és tömegadatok
- Fesztávolság: 37,0 m
- Hossz: 30,74 m
- Magasság: 10,04 m
- Szárnyfelület: 117,2 m2
- Üres tömeg: 24 300 kg

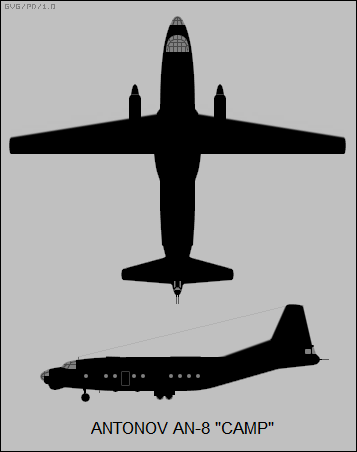
Аn-8

- Normál felszálló tömeg: 38 000 kg
- Maximális felszálló tömeg: 41 000 kg
- Hasznos terhelés: 11 0000 kg (vagy 40 fő ejtőernyős katona)
- Üzemanyag: 13 080 l
- Tehertér mérete: 11,0x3,6x2,9 m

### Hajtóművek
- Motorok száma: 2 darab
- Típusa: Ivcsenko AI–20D légcsavaros gázturbina
- Maximális teljesítmény: 3810 kW (5180 LE)
- Légcsavar: AV–68D
- Légcsavar átmérője: 4,5 m

### Repülési adatok
- Legnagyobb sebesség: 520 km/h
- Utazósebesség: 450 km/h
- Hatótávolság: 4410 km
- Szolgálati csúcsmagasság: 9600 m
- Felszállási úthossz: 775 m
- Kigurulási úthossz: 590 m